# Capricornis swinhoei
Espèce
Synonymes
- Nemorhaedus swinhoei

Statut de conservation UICN

 LC  : Préoccupation mineure
Le Saro de Taïwan (Capricornis swinhoei), aussi appelé Saro de Formose, est un mammifère de la famille des Bovidés, et de la sous-famille des Caprinés, il est endémique de l'île de Taïwan. C'est le seul bovidé à avoir survécu dans l'île depuis son isolement, après la dernière glaciation, il y a 16 000 ans.

## Description
Le saro de Taïwan est long de 80 à 114 cm pour 60 cm au garrot, avec une petite queue de 6,5 cm. Sa robe est d'un roux sombre avec des taches claires sur le museau, la gorge et la nuque. Les deux sexes portent des cornes légèrement recourbées en arrière, mesurant entre 15,2 et 25,5 cm.
L'espérance de vie du saro de Taïwan est de 30 ans.

## Comportement
Ils sont principalement actifs à l'aube et au crépuscule, se nourrissant de plantes sauvages. Ils sont solitaires et très territoriaux. Ils sont particulièrement agiles dans les zones rocheuses.

### Reproduction
Les femelles sont fécondes à 16 mois. Leurs chaleurs se produisent en octobre et novembre. La gestation n'a lieu qu'une fois par an, et dure 210 jours (7 mois) au bout desquels la femelle donne généralement naissance à un unique petit de 1,3 kg, de nuit. Le jeune commence à s'alimenter seul au bout d'un mois, et atteint sa maturité sexuelle à 16 mois.

## Habitat
Le saro de Taïwan vit dans les reliefs rocheux ou boisés de Taïwan. On peut les trouver à partir de 200 m d'altitude, mais plus généralement vers 1 000 m.

## Menaces
La principale menace qui pèse sur l'espèce est la destruction de son habitat.